# Casole d'Elsa
Casole d'Elsa là một đô thị ở tỉnh Siena trong vùng Toscana, có cự ly khoảng 50 km về phía tây nam của Florence và khoảng 25 km về phía tây của Siena. Tại thời điểm ngày 31 tháng 12 năm 2004, đô thị này có dân số 3.080 người và diện tích là 148,8 km².
Casole d'Elsa giáp các đô thị: Castelnuovo di Val di Cecina, Chiusdino, Colle di Val d'Elsa, Monteriggioni, Pomarance, Radicondoli, Sovicille, Volterra.